# Държавно устройство на Либерия
Либерия е президентска република.

## Законодателна власт
Законодателен орган в Либерия е двукамарен парламент. Горната камара (Сената) на парламента се състои от 30 места, долната камара на парламента е представена от 64 места.